# 2024年河南方城英才学校火灾
2024年河南方城英才学校火灾是于2024年1月19日晚23时，发生在河南省南阳市方城县独树镇砚山铺村英才学校宿舍的火灾，事故造成13人死亡，4人受伤。

## 背景与起因
河南省方城县独树镇砚山铺村英才学校是独树镇英才学校的分校，位于砚山铺村黄土洼路口，砚山铺新社区，占地35亩，建筑面积约一万七千平方米，生源地覆盖方城县独树镇、杨楼镇等。独树镇英才学校成立于2012年6月13日，注册资本107万元，业务范围为学前教育、小学教育，法定代表人李继忠。独树镇砚山铺的英才学校分校则未在企查查上查到注册信息。
据澎湃新闻报道，当地居民称，独树镇砚山铺村英才学校是私立学校，在里面就读的学生不少，该校采取两周放一次假，刚好本周末不放假。
据調查組的調查，起火的是三楼一间男生宿舍（305宿舍），面積約56平方米，里面住了32名三年級男學生，1名宿管員（班主任）。初步怀疑是电暖器导致起火。

## 调查处理
事故发生后，当地消防救援队调派32人6车赶往事故现场，当晚23时38分，明火被扑灭。 国家应急管理部派出工作组赶赴现场指导事故救援、火灾调查和善后处理等工作。
1月23日，方城县英才学校火灾事故处置指挥部发布情况通报，发生火灾当晚共有307名小学生住宿，火灾现场为三楼的一间宿舍，该宿舍共有两个门，其中一个门未上锁，当晚该宿舍共有32名三年级男学生，一名宿管员。火灾发生后安全转移的学生已被分流至户籍所在地的公立学校就读。涉事学校的7名相关责任人员已被控制，纪检监察部门同步启动问责调查。